# Vinko Cajnko
Vinko Cajnko, slovenski športnik, * 30. januar 1911, Vodranci, † 2007, Slovenj Gradec.

## Odlikovanja in nagrade
Leta 2001 je prejel srebrni častni znak svobode Republike Slovenije z naslednjo utemeljitvijo: »za zasluge pri razvoju in popularizaciji športa v Sloveniji in še posebej na Koroškem - ob 90-letnici«.